# محمية فلاتهيد
تقع محمية فلاتهيد للسكان الاصليين غرب ولاية مونتانا على نهر فلاتهيد، وهي موطن لقبائل ما يعرف (بيتيروتساليش، كووتني، ودياورليز)، المعروفة أيضًا باسم قبائل (ساليشوكووتني المتحدة من شعب فلاتهيد). تم إنشاء هذه المحمية خلال معاهدة هيلجيت (hellgate) في 16 يوليو 1855، وتمتد أراضي المحمية على أربعة من مقاطعات مونتانا: (ليك، ساندرز، ميسولا، وفلاتهيد). تقع محمية فلاتهيد إلى الغرب من التقسيم القاري، وتتكون من 1938 ميل مربع من الجبال التي تغطيها الغابات والوديان.